# Nora Kershaw Chadwick
Nora Kershaw Chadwick (* 28. Januar 1891 in Lancashire; † 24. April 1972 in Cambridge) war eine britische Gelehrte, die sich der traditionellen Literatur (Volksliteratur) verschrieben hatte.

## Leben
Chadwick studierte an der Universität Cambridge und lehrte nach ihrem Abschluss an der University of St. Andrews im Ersten Weltkrieg. 1919 setzte sie ihr Studium (Altenglisch und Altnordische Sprachen) in Cambridge fort bei Professor Hector Munro Chadwick, den sie 1922 heiratete. Ihr Heim in Cambridge war ein literarischer Treffpunkt, auch nach dem Tod ihres Mannes 1947.
Sie erhielt Ehrendoktorate der University of Wales, der National University of Ireland und der University of St Andrews. 1956 wurde sie Mitglied (Fellow) der British Academy und 1961 CBE.

## Werk
Sie arbeitete mit ihrem Gatten, Hector Munro Chadwick, an einer vielbändigen Übersicht über mündlich überlieferte Traditionen und orale Dichtung. The Growth of Literature wurde von der Cambridge University Press zwischen 1932 und 1940 veröffentlicht. Eine gemeinsam mit Viktor Schirmunski überarbeitete Fassung eines Teiles des dritten Bands von The Growth of Literature zur epischen Dichtung der Turkvölker Zentralasiens erschien 1969 als Oral Epics of Central Asia.
Ein weiteres schmales, aber wichtiges Werk – Poetry and Prophecy von 1942 – untersucht die Zusammenhänge zwischen Dichtung und Prophezeiung.
Chadwick schrieb auch über die Keltische Geschichte Britanniens und der Bretagne (Britannia Major, Britannia Minor) und arbeitete unter anderem mit Myles Dillon und Kenneth H. Jackson zusammen. 1949 erschien ihr Early Scotland, 1965 veröffentlichte sie The colonization of Brittany from Celtic Britain.

## Schriften (Auswahl)
Ein vollständiges Verzeichnis findet sich in:  A list of the published writings of Hector Munro Chadwick and of his wife Nora Kershaw Chadwick, Cambridge 1971.
- The Growth of Literature:
  - Band 1: The Ancient Literatures of Europe. 1932.
  - Band 2: Russian Oral Literature, Yugoslav Oral Poetry, Early Indian Literature, Early Hebrew Literature. 1936.
  - Band 3: The Oral Literature of the Tatars, ... Polynesia, ... the Sea Dyaks of North Borneo, ... some African peoples: a general survey. 1940.
- Oral epics of Central Asia. Cambridge Univ. Press, London 1969.
- Anglo-Saxon and Norse poems. Cambridge, Univ. Press, London 1922.
- Poetry and Prophecy. Cambridge 1942.
- Early Scotland. 1949.
- Celtic Britain. (Ancient Peoples and Places) Thames & Hudson, London 1963.
- The colonization of Brittany from Celtic Britain. 1965.
- The druids. Univ. of Wales Press, Cardiff 1966.
- mit Myles Dillon Die Kelten. Von der Vorgeschichte bis zum Normanneneinfall. Kindlers Kulturgeschichte, 1966
  - Englische Ausgabe: The Celtic realms. Weidenfeld & Nicolson, London 1967.
- Poetry and Letters in Early Christian Gaul. Bowes & Bowes, London 1955.
- Les Royaumes Celtiques. 1967, avec Myles Dillon. Édité par Arthème Fayard en 1974, puis Marabout en 1979. Réédité en 1999 par Armeline, Crozon 2001, ISBN 2-910878-13-9, édition mise à jour et augmentée d'un chapitre additionnel de Christian-J. Guyonvarc'h et Françoise Le Roux.
- The age of the Saints in the early Celtic Church : the Riddell Memorial Lectures Thirty-second Series delivered at King's College in the University of Durham on 22, 23, and 24 march 1960, Oxford Univ. Press, London u. a. 1961.
- The British heroic age: the Welsh and the men of the North. University of Wales Pr. [for] the Bord of Celtic Studies, University of Wales, Cardiff 1976.